# Batalha dos Países Baixos
A Batalha dos Países Baixos (em neerlandês:  Slag om Nederland) foi uma parte da Batalha da França, a invasão alemã da região dos Países Baixos (Bélgica, Luxemburgo e Países Baixos) e da França durante a Segunda Guerra Mundial. A batalha durou de 10 de maio de 1940 até as principais forças neerlandesas se renderem no dia 14 do mesmo mês. As tropas neerlandesas da província da Zelândia continuaram a resistir à Wehrmacht até 17 de maio, quando a Alemanha completou a ocupação de todo o país.
A Batalha dos Países Baixos viu um dos primeiros grandes usos de paraquedistas para ocupar alvos cruciais antes da chegada das tropas terrestres à área. A Luftwaffe alemã utilizou paraquedistas na captura de vários dos principais aeroportos dos Países Baixos e em torno de cidades-chave, tais como Roterdã e Haia, com o objetivo de rapidamente invadir o país e imobilizar as forças locais.
A batalha terminou logo após o devastador bombardeio de Roterdã pela Luftwaffe alemã e da subsequente ameaça dos alemães de bombardear outras grandes cidades neerlandesas se as forças do país se recusassem a se render. O Estado-Maior neerlandês sabia que não podia parar os bombardeiros e se rendeu, a fim de evitar que outras cidades sofressem o mesmo destino de Roterdã. Os Países Baixos permaneceram sob ocupação alemã até 1945, quando o último território da nação foi libertado pelo exército americano na operação Market Garden.